# Kölner Stiftsfehde

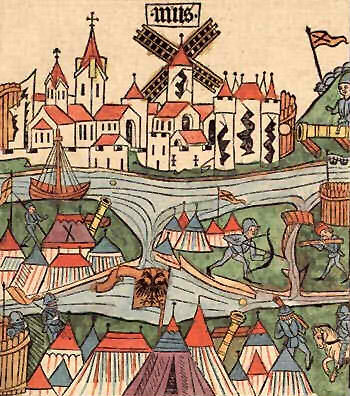
Die Belagerung von Neuss war ein bedeutender Bestandteil der Kölner Stiftsfehde (Darstellung von Conradius Pfettisheim)

Als Kölner Stiftsfehde auch Stiftsfehde zu Köln, Neusser Krieg oder Burgundischer Krieg genannt, wird die 1473 begonnene Auseinandersetzung zwischen Erzbischof Ruprecht von der Pfalz und den Landständen des Erzstifts Köln bezeichnet. Durch die Einbeziehung von Karl dem Kühnen von Burgund und schließlich des Heiligen Römischen Reiches gewann die Angelegenheit zeitweise eine europäische Dimension. Sie war mit dem Tod Ruprechts 1480 endgültig beendet.

## Vorgeschichte
Nach dem Tod von Dietrich II. von Moers hatten sich die Landstände im weltlichen Herrschaftsgebiet des Kölner Erzbischofs zu sogenannten Erblandesvereinigungen zusammenschlossen. Der Erblandesvereinigung im Erzstift selber schloss sich auch das Vest Recklinghausen an. Im Herzogtum Westfalen wurde eine eigene Erblandesvereinigung vereinbart. Diese Vereinbarungen hatten die neuen Erzbischöfe in ihrer Funktion als Landesherren fortan zu beschwören. Die Erblandesvereinigung sah dabei vor, dass der Landesherr für wichtige finanzpolitische und allgemeinpolitische Fragen die Stände um Zustimmung bitten musste. Obwohl Ruprecht aus dem Kölner Domkapitel stammte, hielt er sich bald schon nicht mehr an die von ihm beschworene Erblandesvereinigung. Er warb stattdessen Söldner aus der Pfalz an, um mit ihnen die von früheren Erzbischöfen verpfändeten Besitzungen zurückzuerobern. Als er im Streit um die Erhebung einer Kopf- und Herdsteuer das an das Domkapitel verpfändete Zons einnehmen ließ, brach der Konflikt offen aus. Auch versuchte er die Stadt Neuss mit Gewalt einzunehmen. Die Landstände sahen das Vorgehen des Erzbischofs als Bruch der Erblandesvereinigung an, beriefen sich auf das darin verbriefte Widerstandsrecht und setzten Ruprecht ab. Als neuen Stiftsverweser wählten sie im Frühjahr 1473 Hermann von Hessen. Starken Rückhalt hatten die Stände in den Städten Köln und Neuss.

## Verlauf
Ruprecht akzeptierte seine Absetzung nicht; er erhielt dabei Unterstützung von kleinen und mittelstarken Landständen. Die zur Unterstützung des neuen Stiftsverwesers entsandten Truppen des oberhessischen Landgrafen Heinrich III. unter Johann Schenk zu Schweinsberg scheiterten 1473 mit ihrem Versuch, die Stadt Brilon im Herzogtum Westfalen zu erobern, sollten später aber bei der Verteidigung von Neuss eine erhebliche Rolle spielen. Die Position Ruprechts verbesserte sich auch dadurch, dass es ihm gelang, Karl den Kühnen als Unterstützer zu gewinnen. Dieser wurde sogar zum Erbvogt des Erzstiftes ernannt.
Karl der Kühne seinerseits sah die Gelegenheit als günstig an, in dem Konflikt seinen Machtbereich zu Lasten des Erzstiftes weiter auszudehnen. Ein Großteil der Nachbarterritorien war schon in burgundischer Hand. Außerdem gehörte das Herzogtum Kleve zu seinen Verbündeten. Nachdem Karl der Kühne seit 1473 auch im Besitz des Herzogtums Geldern war, war die Existenz des Erzstiftes bedroht. Noch 1473 sollte beim „Trierer Treffen“ die Position Karls des Kühnen und die des Kaisers und der Kurfürsten geklärt werden. Dieser Vermittlungsversuch blieb erfolglos. Im April und Mai 1474 wurde Ahrweiler durch Truppen auf Seiten Ruprechts belagert. Mauern und Schützen wehrten die Angriffe ab.
Karl der Kühne marschierte mit einer Armee heran, die als eine der größten und am besten ausgestatteten der Zeit galt. Auf seiner Seite standen Friedrich der Siegreiche von der Pfalz, Bruder von Erzbischof Ruprecht, sowie die Herzogtümer Geldern und Kleve. Die verbündeten Truppen zählten zusammen etwa 13.000 bis 20.000 Mann. Anstatt aber wie von Ruprecht erwartet auf Köln zu marschieren, rückte die Armee nach Neuss vor, das von Hermann von Hessen und seinen insgesamt etwa 4000 Mann starken Truppen verteidigt wurde. Die Belagerung von Neuss 1474/75 wurde durch den Herbeimarsch eines Reichsaufgebots unter Kaiser Friedrich III. beendet. Die Streitmacht hatte Friedrich III. auf Grund seiner Gebotsgewalt aufgestellt und umfasste zwischen 35.000 und 40.000 Mann.
Damit war der Neusser Krieg beendet, nicht jedoch die Stiftsfehde. Nach dem Abzug der burgundischen Truppen verfügte Ruprecht von der Pfalz noch immer über einigen Rückhalt im Oberstift und im Herzogtum Westfalen. Eine Aufgabe lehnte er daher ab. Allerdings wurde seine Position durch den Tod Friedrichs des Siegreichen im Jahr 1476 und Karls des Kühnen ein Jahr später stark geschwächt. Im Gebiet des Erzstifts selbst konnte er nur noch Kempen und Altenahr behaupten, hinzu kamen noch einige westfälische Gebiete. Im Jahr 1478 wurde er von hessischen Truppen gefangen genommen. Dennoch gelang es den Hessen zunächst nicht, sich in Westfalen wirklich durchzusetzen. Der Herzog von Kleve, der auf der Seite Ruprechts kämpfte, konnte sogar zeitweilig Arnsberg und Eversberg besetzen.
Erst nach seiner Gefangennahme erklärte sich Ruprecht bereit, auf das Amt des Erzbischofs zu verzichten. Allerdings ließ eine Bestätigung von Seiten des Papstes wegen der schwierigen kirchenrechtlichen Situation – Ruprecht war ja nicht nur Landesherr, sondern in erster Linie Bischof – lange auf sich warten. Der Verzicht auf das Bischofsamt war auch deshalb fragwürdig, weil er unter äußerem Druck zustande gekommen war. Der Tod Ruprechts am 26. Juli 1480 beendete die diffizile Situation.